# Predhorie
Predhorie este o arie protejată (arie specială de conservare — SAC, sit de importanță comunitară — SCI) din Slovacia întinsă pe o suprafață de 45,29 ha, integral pe uscat.

## Localizare
Centrul sitului Predhorie este situat la coordonatele 48°22′27″N 17°18′49″E / 48.374167°N 17.313611°E.

## Înființare
Situl Predhorie a fost declarat sit de importanță comunitară în octombrie 2011 pentru a proteja 2 specii de animale. Situl a fost protejat și ca arie specială de conservare în august 2011.

## Biodiversitate
Situată în ecoregiunea alpină, aria protejată conține 1 habitat natural: Păduri stepice euro-siberiene cu Quercus spp..
La baza desemnării sitului se află mai multe specii protejate de  nevertebrate (2): croitorul mare al stejarului (Cerambyx cerdo), rădașcă (Lucanus cervus).